# Nätverksskikt
Nätverksskiktet är det tredje skiktet i den hierarkiska OSI-modellen för datanätverk. Det tar emot uppdrag från det ovanliggande transportskiktet och använder sig av tjänsterna i datalänkskiktet för att tillhandahålla sina tjänster.
Nätverksskiktet adresserar meddelanden och översätter logiska adresser och namn till fysiska adresser. Det avgör också vilken väg i nätverket som meddelanden skall färdas och hanterar trafiksproblem som stockningar.
Väsentligen ansvarar nätverksskiktet för paketleverans från sändare till mottagare, medan det mer elementära datalänkskiktet ansvarar för leverans mellan vilka två noder som helst i nätverket.
Nätverksskiktet tillhandahåller medlen att sända datasekvenser av varierande storlek från en källvärd till en destinationsvärd via ett eller flera nätverk, allt medan den servicekvalitet som transportskiktet kräver uppehålls. Nätverksskiktets funktioner inkluderar routing, flödeskontroll, datasegmentering/integration och felhantering.
Nätverksskiktet huvuduppgift är att tillhandahålla möjligheten att sända information från och till vilka värdar som helst inom ett givet nätverk eller internet. Om det inte går att adressera och kontakta en värd på nätverksskiktets operationsnivå så är den värden helt okontaktbar i nätverket. Nätverksskiktets överföringsfunktioner är dock väldigt elementära vad gäller felhantering, ankomstverifikation och dylika funktioner som transportskiktet vanligen ansvarar för. Här är några problem som nätverksskiktet måste lösa:
- Är nätverket uppkopplingsbaserat eller uppkopplingsfritt? Ett exempel på uppkopplingsfri kommunikation är vanlig post, där ett brev skickas och ankommer till mottagaren utan att denne behöver bidra med någonting till kommunikationsprocessen. Ett exempel på uppkopplingsbaserad kommunikation är telefoni, där de kommunicerande parterna båda måste enas om att etablera en direkt uppkoppling mellan varandra innan kommunikationen kan äga rum.
- Hur fungerar global adressering inom nätverket? Varje värd inom nätverket måste ha ett sätt att skicka data till varje annan värd på nätverket. Vanligen tilldelas varje värd en egen unik logisk adress för detta ändamål. Detta administreras av nätverksskiktet. Inom den vanligaste nätverksarkitekturen idag, TCP/IP, hanteras logisk adressering av protokollet IP, och de logiska adresserna kallas IP-nummer.
- Vidarebefordring av inkommande meddelanden. Detta är av särskilt vikt för mobila tillämpningar där en användare när som helst kan förflytta sig från en plats till en annan, men alla meddelanden fortfarande måste nå henne. Version 4 av IP (IPv4) ackommoderar inte detta, till skillnad från dess modernare efterträdare IPv6 som dock fortfarande inte har tagits i omfattande bruk på Internet.

## Exempel
- Internet Protocol
  - ICMP
- Internet Datagram Protocol
  - IPX
- NWLink
- Appletalk/DDP
- IPSec